# Bistum Lomas de Zamora
Das Bistum Lomas de Zamora (lat.: Dioecesis Clivi Zamorensis, span.: Diócesis de Lomas de Zamora) ist eine in Argentinien gelegene römisch-katholische Diözese mit Sitz in Lomas de Zamora.

## Geschichte
Das Bistum Lomas de Zamora wurde am 11. Februar 1957 durch Papst Johannes XXIII. mit der Päpstlichen Bulle Quandoquidem adoranda aus Gebietsabtretungen des Erzbistums La Plata errichtet und dem Erzbistum Buenos Aires als Suffraganbistum unterstellt. Am 10. April 1961 gab das Bistum Lomas de Zamora Teile seines Territoriums zur Gründung des Bistums Avellaneda ab. Eine weitere Gebietsabtretung erfolgte am 18. Juli 1969 zur Gründung des Bistums San Justo. Am 24. April 2001 wurden weitere Gebiete an das Bistum Avellaneda-Lanús abgetreten.

## Bischöfe von Lomas de Zamora
- Filemón Castellano, 1957–1963
- Alejandro Schell, 1963–1972
- Desiderio Elso Collino, 1972–2001
- Agustín Roberto Radrizzani SDB, 2001–2007, dann Erzbischof von Mercedes-Luján
- Jorge Rubén Lugones SJ, seit 2008

## Weblinks

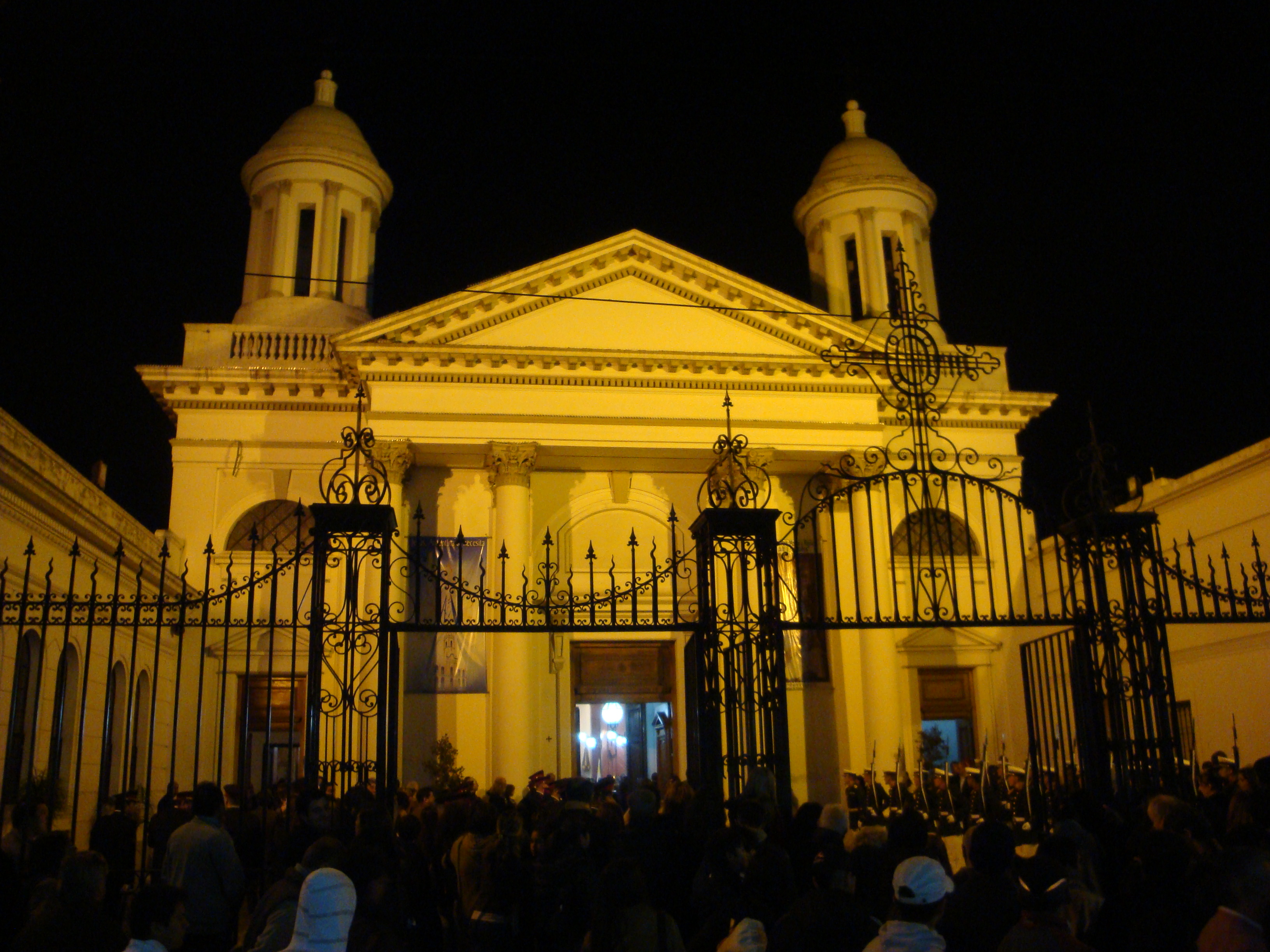
Kathedrale Nuestra Señora de la Paz